# 1932 dans les parcs de loisirs
| Années des parcs de loisirs : 1929 - 1930 - 1931 - 1932 - 1933 - 1934 - 1935    |
| Décennies des parcs de loisirs : 1900 - 1910 - 1920 - 1930 - 1940 - 1950 - 1960 |

## Parcs d'attractions

### Fermeture
- Electric Park à Plainfield ( États-Unis)
- Luna Park à Leipzig ( Allemagne)

## Attractions

### Montagnes russes
| Nom            | Type / Modèle | Constructeur   | Parc                          | Pays        |
| -------------- | ------------- | -------------- | ----------------------------- | ----------- |
| Roller Coaster | Bois          | Erich Heidrich | Great Yarmouth Pleasure Beach | Royaume-Uni |
| Rutschebanen   | Bois          | Lebela         | Bakken                        | Danemark    |

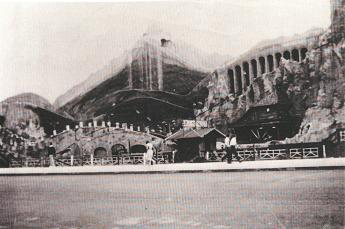
Roller Coaster à Great Yarmouth Pleasure Beach
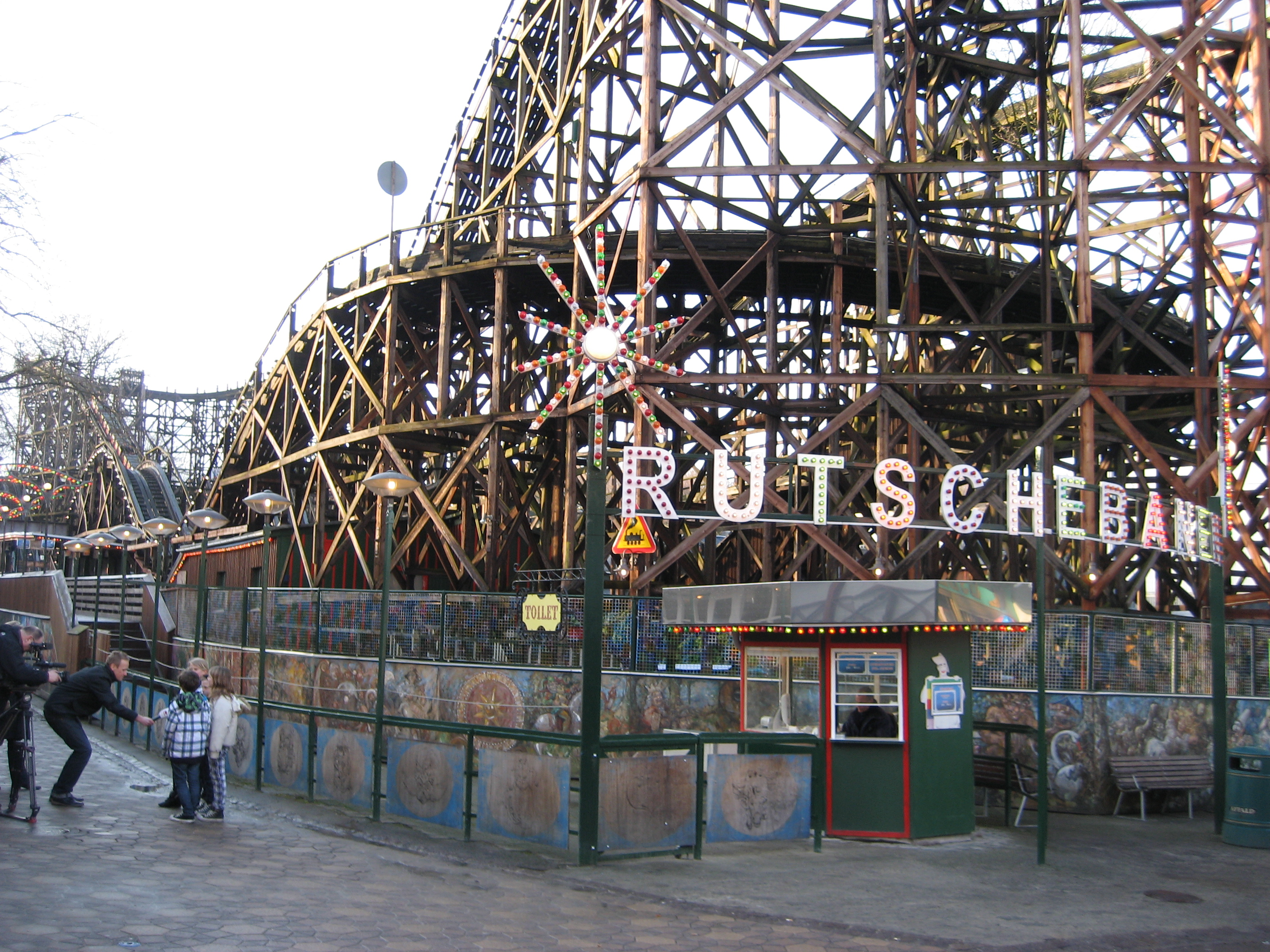
Rutschebanen à Bakken

### Autres attractions
| Nom      | Type / Modèle | Constructeur                  | Parc        | Pays       |
| -------- | ------------- | ----------------------------- | ----------- | ---------- |
| Carousel | Carrousel     | Philadelphia Toboggan Company | Dorney Park | États-Unis |